# Muhamed Mehmedbašić
Muhamed Mehmedbašić (in serbo Мухамед Мехмедбашић?; Stolac, 1887 – Sarajevo, 29 maggio 1943) è stato un rivoluzionario bosniaco, noto per essere stato uno dei cospiratori nell'assassinio dell'arciduca Francesco Ferdinando d'Asburgo-Este il 28 giugno 1914, dando origine alla cosiddetta crisi di luglio e poi alla prima guerra mondiale.

## Biografia

### I primi anni
Mehmedbašić nacque nel 1887 a Stolac, una piccola cittadina dell'Erzegovina, all'epoca parte dell'impero austro-ungarico; suo padre, di famiglia bosgnacca musulmana, era parte della nobiltà durante il dominio ottomano, ma si era ridotto in povertà sotto la nuova amministrazione.
In gioventù lavorò come muratore e nel corso di un viaggio a Belgrado organizzato da un'associazione islamica incontrò Mustafa Golubić, anche lui un musulmano originario di Stolac, che gli trasmesse le prime idee di stampo rivoluzionario. Entrambi si definivano musulmani serbi. In seguito entrò in contatto con la società segreta Crna ruka ("Mano nera") tramite Danilo Ilić, uno dei principali organizzatori degli attentati contro la dominazione austro-ungarica in Bosnia ed Erzegovina. Fu invece Vladimir Gaćinović, anch'egli membro della Mano Nera, che lo introdusse tra le file dell'organizzazione nazionalista serba Mlada Bosna ("Giovane Bosnia"). Mehmedbašić giurò fedeltà all'organizzazione al cospetto dal direttore provinciale della Bosnia, Gaćinović, e Ilić.
Nel corso delle guerre balcaniche del 1912-1913 la Mano Nera partecipò agli scontri al fianco della Serbia, impegnata contro l'impero ottomano, con un distaccamento di cetnici comandato dal fondatore Voijslav Tankošić e forte di numerosi volontari, tra cui lo stesso Golubić.

### Il tentato omicidio di Oskar Potiorek
Nel tardo 1913 i vertici dell'associazione Mano Nera cominciarono a pensare ad atti più diretti contro obiettivi austro-ungarici in Bosnia; Danilo Ilić in particolare ne discusse con il capo dell'intelligence militare serba Dragutin Dimitrijević "Apis", che era anche il capo dell'organizzazione segreta, il quale delegò i preparativi al suo braccio destro, il maggiore Vojislav Tankosić. Venne così organizzato un incontro che si tenne a Tolosa, in Francia, nel gennaio 1914 per discutere di possibili obiettivi, tra cui si vagliò anche l'assassinio dell'erede al trono austro-ungarico Francesco Ferdinando. I partecipanti però optarono per l'eliminazione di Oskar Potiorek, all'epoca governatore della Bosnia; l'organizzazione fu curata da Gaćinović e Golubić e l'esecuzione affidata a Mehmedbašić.
Mehmedbašić ricevette 300 corone come finanziamento per la missione ed un coltello Morakniv contenente veleno. Alla fine di marzo del 1914 giunse a Ragusa via nave e poi continuò via treno. Nel suo viaggio verso Sarajevo, giunto alla stazione di Hum, il treno fu ispezionato dalla polizia; Mehmedbašić, temendo che la polizia potesse scovargli l'arma e che venisse scoperto, gettò il coltello dal finestrino.
In seguito il proposito di assassinare Potiorek fu abbandonato in quanto si sparse la notizia dell'imminente visita a Sarajevo dell'arciduca Francesco Ferdinando in occasione della festività serba del Vidovdan (28 giugno). La visita fu considerata un insulto alle popolazioni sottomesse e il vertice della Mano Nera decise di indirizzare i propri sforzi contro l'erede al trono imperiale. Il 26 marzo Ilić informò Mehmedbašić dei nuovi obiettivi dichiarati dallo stesso Apis, e gli ordinò di attendere e di mantenersi pronto nel corso dei preparativi del nuovo attentato.

### L'attentato di Sarajevo
Apis e gli altri cospiratori Milan Ciganović e Tankosić reclutarono tre giovani per portare a termine l'attentato: Gavrilo Princip, Nedeljko Čabrinović e Trifko Grabež. Princip stazionò a Sarajevo insieme a Danilo Ilić, il quale a sua volta reclutò Vaso Čubrilović, Cvjetko Popović e Mehmedbašić
Il 28 giugno 1914, verso le 9:00 del mattino i sei cospiratori presero posizione sul lungofiume Appel sul fiume Miljacka, tra i ponti Ćumurija, Latino e dell'Imperatore. Divisi in coppie, avrebbero dovuto uccidere l'arciduca nel momento in cui la sua macchina sarebbe passata di fronte a una delle postazioni.
Verso le 10:00 l'arciduca Francesco Ferdinando e sua moglie avrebbero dovuto percorrere la strada principale di Sarajevo con un corteo di auto diretti al municipio. La prima occasione si presentò a Mehmedbašić, posizionato nei pressi della banca austro-ungarica, il quale tuttavia perse l'attimo giusto per lanciare la sua bomba a mano forse a causa della presenza di un poliziotto nelle vicinanze. Una simile sorte toccò a Čubrilović, posizionato dopo Mehmedbašić.
Verso le 10:10 Vaso Čabrinović fu più risoluto e riuscì a lanciare una bomba a mano contro l'auto dell'arciduca ma, rimbalzando sulla capote, andò ad esplodere nei pressi di un'altra vettura del convoglio, ferendo tra 16 e 20 persone. Čabrinović tentò il suicidio inghiottendo una pillola di cianuro, ma questa indusse solo vomito e l'attentatore poté essere catturato; tutti gli attentatori si dispersero per le vie della città ad eccezione di Gavrilo Princip e Trifko Grabež.
Il corteo imperiale raggiunse in fretta il municipio dove venne deciso di modificare il programma della giornata e visitare i feriti del mancato attentato presso l'ospedale. Il corteo si rimise in moto verso le 10:45 ma subito dopo, per un disguido nelle informazioni date all'autista dell'auto di Francesco Ferdinando, questi dovette frenare nei pressi del ponte Latino per imboccare la strada corretta, esattamente dove Gavrilo Princip si trovava in quel momento. Princip saltò sul predellino dell'auto ed esplose due colpi di pistola che uccisero l'arciduca Francesco Ferdinando e sua moglie, la duchessa Sophie Chotek von Chotkowa.
Subito dopo l'assassinio, Princip cercò di suicidarsi con un colpo di pistola alla testa ma l'arma gli fu strappata dalla mano prima che potesse esplodere il colpo. Fu quindi arrestato ed interrogato insieme a Čabrinović. Ilić venne invece catturato ad un controllo di routine qualche ora dopo. Messo alle strette, quest'ultimo confessò il proprio ruolo nell'organizzazione dell'attentato e fece i nomi degli altri cospiratori che furono tutti arrestati e accusati di tradimento tranne Mehmedbašić che si era dato alla fuga ed era riuscito a riparare in Montenegro, sfuggendo alle ricerche della polizia essendosi mischiato alla folla grazie ad abiti civili ed un fez.
Mehmedbašić arrivò a Nikšić il 4 luglio e appena la notizia si sparse le autorità austro-ungariche fecero pressioni affinché il fuggitivo fosse arrestato e estradato. Le autorità montenegrine per contro fecero sapere che avrebbero arrestato Mehmedbašić ma che questi sarebbe stato giudicato da un tribunale locale. Mehmedbašić fu arrestato il 12 luglio ma riuscì a evadere dalla prigione montenegrina dopo due giorni. Mehmedbašić, che nel corso della breve prigionia aveva ammesso il coinvolgimento nell'attentato, probabilmente fu aiutato ad evadere dalle stesse autorità montenegrine che gli indicarono il modo di raggiungere la Serbia passando per il monte Čakor.

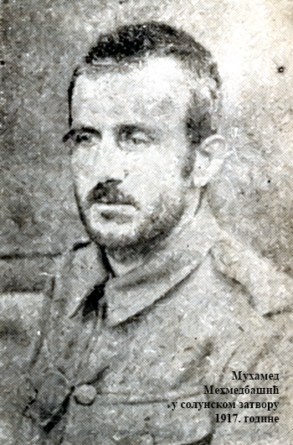
Mehmedbašić nel 1917 durante il processo di Salonicco.

### La prima guerra mondiale
In Serbia Mehmedbašić incontrò nuovamente Mustafa Golubić e assieme a lui si arruolò il distaccamento cetnico comandato da Vojislav Tankosić impegnato contro gli imperi centrali durante la prima guerra mondiale. Mehmedbašić si occupò dell'addestramento dei giovani volontari e in queste occasioni incontrò Apis diverse volte.
Nel 1916 Mehmedbašić fu accusato di aver preso parte alla pianificazione di un attentato ai danni del reggente del regno di Serbia Alessandro, ordito dallo stesso Apis. In realtà Alessandro aveva già da tempo cercato di liberarsi di Apis e dei suoi uomini temendo la sua rivalità nella corsa al potere in Serbia. Il 15 marzo 1917 Apis e gli ufficiali a lui fedeli furono incriminati per diverse accuse false da una corte marziale serba riunitasi a Salonicco, in quel momento della guerra sotto controllo francese. Il 23 maggio Apis e altri otto fedeli furono condannati a morte, mentre altri due, tra cui Mehmedbašić furono condannati a 15 anni di carcere; in seguito le pene furono ridotte a tre sole condanne capitali. Tra l'altro, nel corso del processo Apis, Ljubomir Vulović, Rade Malobabić e Mehmedbašić confessarono i propri ruoli nell'attentato di Sarajevo.

### Il periodo interbellico e la morte

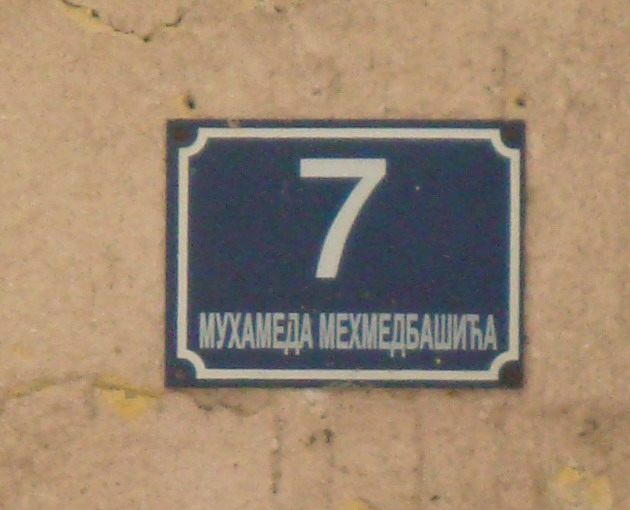
La targa di una strada intitolata a Mehmedbašić a Banja Luka.

Dopo la prima guerra mondiale, nel 1919, la condanna fu commutata e Mehmedbašić fu rilasciato; quindi tornò a Sarajevo.
Mehmedbašić fu ucciso il 19 maggio 1943, durante la seconda guerra mondiale, da un ustascia. Fu sepolto nel cimitero del quartiere di Butmir, nella periferia di Sarajevo.
In seguito, una corte suprema serba del 1953 riabilitò Mehmedbašić dichiarando illegittimo il processo di Salonicco.